# Golden Globe 2015
La 72ª edizione della cerimonia di premiazione dei Golden Globe ha avuto luogo l'11 gennaio 2015 al Beverly Hilton Hotel di Beverly Hills, California. È stata presentata da Tina Fey e Amy Poehler, ed è andata in onda in diretta sulla rete statunitense NBC. La cerimonia è prodotta dalla Dick Clark Productions in associazione con la Hollywood Foreign Press Association.
Le candidature sono state annunciate l'11 dicembre 2014 da Kate Beckinsale, Peter Krause, Paula Patton, Jeremy Piven e Greer Grammer.
Greer Grammer, figlia di Kelsey Grammer e Barrie Buckner, è stata la Golden Globe Ambassador dell'edizione.

## Premi per il cinema
Vengono di seguito indicati in grassetto i vincitori. Ove ricorrente e disponibile, viene indicato il titolo in lingua italiana e quello in lingua originale tra parentesi.

### Miglior film drammatico
- Boyhood, regia di Richard Linklater
- Foxcatcher - Una storia americana (Foxcatcher), regia di Bennett Miller
- The Imitation Game, regia di Morten Tyldum
- Selma - La strada per la libertà (Selma), regia di Ava DuVernay
- La teoria del tutto (The Theory of Everything), regia di James Marsh

### Miglior film commedia o musicale
- Grand Budapest Hotel (The Grand Budapest Hotel), regia di Wes Anderson
- Birdman, regia di Alejandro González Iñárritu
- Into the Woods, regia di Rob Marshall
- Pride, regia di Matthew Warchus
- St. Vincent, regia di Theodore Melfi

### Miglior regista
- Richard Linklater – Boyhood
- Wes Anderson – Grand Budapest Hotel (The Grand Budapest Hotel)
- Ava DuVernay – Selma - La strada per la libertà (Selma)
- David Fincher – L'amore bugiardo - Gone Girl (Gone Girl)
- Alejandro González Iñárritu – Birdman

### Migliore attrice in un film drammatico
- Julianne Moore – Still Alice'
- Jennifer Aniston – Cake
- Felicity Jones – La teoria del tutto (The Theory of Everything)
- Rosamund Pike – L'amore bugiardo - Gone Girl (Gone Girl)
- Reese Witherspoon – Wild

### Miglior attore in un film drammatico
- Eddie Redmayne – La teoria del tutto (The Theory of Everything)
- Steve Carell – Foxcatcher - Una storia americana (Foxcatcher)
- Benedict Cumberbatch - The Imitation Game
- Jake Gyllenhaal – Lo sciacallo - Nightcrawler (Nightcrawler)
- David Oyelowo – Selma - La strada per la libertà (Selma)

### Migliore attrice in un film commedia o musicale
- Amy Adams – Big Eyes
- Emily Blunt – Into the Woods
- Helen Mirren – Amore, cucina e curry (The Hundred-Foot Journey)
- Julianne Moore – Maps to the Stars
- Quvenzhané Wallis – Annie - La felicità è contagiosa (Annie)

### Miglior attore in un film commedia o musicale
- Michael Keaton – Birdman
- Ralph Fiennes – Grand Budapest Hotel (The Grand Budapest Hotel)
- Bill Murray – St. Vincent
- Joaquin Phoenix – Vizio di forma (Inherent Vice)
- Christoph Waltz – Big Eyes

### Miglior film d'animazione
- Dragon Trainer 2 (How to Train your Dragon 2), regia di Dean DeBlois
- Big Hero 6, regia di Don Hall e Chris Williams
- Boxtrolls - Le scatole magiche (The Boxtrolls), regia di Graham Annable e Anthony Stacchi
- The LEGO Movie, regia di Phil Lord e Chris Miller
- Il libro della vita (The Book of Life), regia di Jorge Gutierrez

### Miglior film straniero
- Leviathan (Leviafan), regia di Andrej Petrovič Zvjagincev (Russia)
- Ida, regia di Paweł Pawlikowski (Polonia)
- Tangerines (Mandariinid), regia di Zaza Urushadze (Estonia)
- Forza maggiore (Force majeure), regia di Ruben Östlund (Svezia)
- Viviane (Gett: The Trial of Vivianne), regia di Ronit Elkabetz e Shlomi Elkabetz (Israele)

### Migliore attrice non protagonista
- Patricia Arquette – Boyhood
- Jessica Chastain – 1981: Indagine a New York (A Most Violent Year)
- Keira Knightley – The Imitation Game
- Emma Stone – Birdman
- Meryl Streep – Into the Woods

### Miglior attore non protagonista
- J. K. Simmons – Whiplash
- Robert Duvall – The Judge
- Ethan Hawke – Boyhood
- Edward Norton – Birdman
- Mark Ruffalo – Foxcatcher

### Migliore sceneggiatura
- Alejandro González Iñárritu, Nicolás Giacobone, Alexander Dinelaris, Armando Bo – Birdman
- Wes Anderson – Grand Budapest Hotel (The Grand Budapest Hotel)
- Gillian Flynn – L'amore bugiardo - Gone Girl (Gone Girl)
- Richard Linklater – Boyhood
- Graham Moore – The Imitation Game

### Migliore colonna sonora originale
- Jóhann Jóhannsson – La teoria del tutto (The Theory of Everything)
- Alexandre Desplat – The Imitation Game
- Trent Reznor e Atticus Ross – L'amore bugiardo - Gone Girl (Gone Girl)
- Antonio Sánchez – Birdman
- Hans Zimmer – Interstellar

### Migliore canzone originale
- Glory (John Legend e Common) – Selma - La strada per la libertà (Selma)
- Big Eyes (Lana Del Rey) – Big Eyes
- Mercy Is (Patti Smith e Lenny Kaye) – Noah
- Opportunity (Greg Kurstin, Sia Furler e Will Gluck) – Annie - La felicità è contagiosa (Annie)
- Yellow Flicker Beat (Lorde) – Hunger Games: Il canto della rivolta - Parte 1 (The Hunger Games: Mockingjay - Part 1)

## Premi per la televisione
Vengono di seguito indicati in grassetto i vincitori. Ove ricorrente e disponibile, viene indicato il titolo in lingua italiana e quello in lingua originale tra parentesi.

### Miglior serie drammatica
- The Affair - Una relazione pericolosa (The Affair)
- Downton Abbey
- The Good Wife
- House of Cards - Gli intrighi del potere (House of Cards)
- Il Trono di Spade (Game of Thrones)

### Migliore attrice in una serie drammatica
- Ruth Wilson – The Affair - Una relazione pericolosa (The Affair)
- Claire Danes – Homeland - Caccia alla spia (Homeland)
- Viola Davis – Le regole del delitto perfetto (How to Get Away with Murder)
- Julianna Margulies – The Good Wife
- Robin Wright – House of Cards - Gli intrighi del potere (House of Cards)

### Miglior attore in una serie drammatica
- Kevin Spacey – House of Cards - Gli intrighi del potere (House of Cards)
- Clive Owen – The Knick
- Liev Schreiber – Ray Donovan
- James Spader – The Blacklist
- Dominic West – The Affair - Una relazione pericolosa (The Affair)

### Miglior serie commedia o musicale
- Transparent
- Girls
- Jane the Virgin
- Orange Is the New Black
- Silicon Valley

### Migliore attrice in una serie commedia o musicale
- Gina Rodriguez – Jane the Virgin
- Lena Dunham – Girls
- Edie Falco – Nurse Jackie - Terapia d'urto (Nurse Jackie)
- Julia Louis-Dreyfus – Veep - Vicepresidente incompetente (Veep)
- Taylor Schilling – Orange Is the New Black

### Miglior attore in una serie commedia o musicale
- Jeffrey Tambor – Transparent
- Louis C.K. – Louie
- Don Cheadle – House of Lies
- Ricky Gervais – Derek
- William H. Macy – Shameless

### Miglior mini-serie o film per la televisione
- Fargo
- The Missing
- The Normal Heart
- Olive Kitteridge
- True Detective

### Migliore attrice in una mini-serie o film per la televisione
- Maggie Gyllenhaal – The Honourable Woman
- Jessica Lange – American Horror Story: Freak Show
- Frances McDormand – Olive Kitteridge
- Frances O'Connor – The Missing
- Allison Tolman – Fargo

### Miglior attore in una mini-serie o film per la televisione
- Billy Bob Thornton – Fargo
- Martin Freeman – Fargo
- Woody Harrelson – True Detective
- Matthew McConaughey – True Detective
- Mark Ruffalo – The Normal Heart

### Migliore attrice non protagonista in una serie, mini-serie o film per la televisione
- Joanne Froggatt – Downton Abbey
- Uzo Aduba – Orange Is the New Black
- Kathy Bates – American Horror Story: Freak Show
- Allison Janney – Mom
- Michelle Monaghan – True Detective

### Miglior attore non protagonista in una serie, mini-serie o film per la televisione
- Matt Bomer – The Normal Heart
- Alan Cumming – The Good Wife
- Colin Hanks – Fargo
- Bill Murray – Olive Kitteridge
- Jon Voight – Ray Donovan

## Premi onorari
- Golden Globe alla carriera: George Clooney